# 나이트메어 앨리
《나이트메어 앨리》(영어: Nightmare Alley)는 2021년 개봉한 미국의 심리 스릴러 영화이다. 윌리엄 린지 그레샴의 동명을 소설을 원작으로 1947년 한 차례 영화화되었으며, 기예르모 델 토로가 감독하고 킴 모르간과 각본을 함께 썼다.

## 시놉시스
야심차고 능란한 말재주를 지닌 젊은 망나니 사기꾼이 사람들을 잘 꾀어내서 자신들에게 돈을 건네도록 하기 위해 그보다 더 위험한 정신과 의사와 한 팀을 이룬다.

## 줄거리
1939년, 스탠 칼라일은 허물어져 가는 집 마루 밑에 시신을 숨긴 후 집에 불을 지른다. 그날 저녁, 그는 순회 카니발로 들어가 정신 이상자가 살아있는 닭을 먹는 괴인 쇼를 구경한다. 스탠은 카니발의 힘센 남자와 마주치고 하룻밤 동안 임시 일자리를 제안받는다. 그는 이후 카니발 주인 클렘의 설득으로 머물게 되고, 카니발의 영매 공연을 하는 "지나 부인"과 그녀의 알코올 중독 남편 피트와 함께 일하기 시작한다.
스탠은 동료 공연자인 몰리에게 구애하며 그와 함께 카니발을 떠나자고 하지만, 그녀는 거절한다. 지나 부인과 피트는 스탠에게 그들의 공연에서 사용하는 암호화된 언어와 콜드 리딩 트릭을 가르치면서도, 죽은 자와 대화하는 척하지 말라고 경고한다. 스탠은 또한 클렘이 문제 있는 알코올 중독자들을 광인으로 고용하고, 그들이 머무르도록 아편이 섞인 알코올을 제공한다는 것을 알게 된다. 어느 날 밤, 피트는 스탠에게 술을 요구하고 다음 날 죽은 채 발견된다.
지역 사법 기관은 광인 쇼에 대해 알게 된 후 카니발을 급습한다. 스탠은 콜드 리딩 기술을 사용하여 지역 보안관을 달래고 그를 조작하여 관용을 보이도록 만든다. 그 직후 몰리는 스탠과 함께 카니발을 떠나는 데 동의한다.
2년 후, 스탠은 버펄로의 부유한 엘리트들을 위한 성공적인 심령술사 공연을 운영한다. 몰리는 그의 조수로 공연하지만, 스탠이 몰리에게 완벽함을 요구하면서 그들의 관계는 악화된다. 공연 도중, 심리학자 릴리스 리터 박사가 끼어들어 그들의 공연을 폭로하려 한다. 스탠은 자신의 콜드 리딩 기술로 리터를 압도하고 굴욕을 주며, 리터와 함께 앉아 있던 킴볼 판사를 읽어낸다. 쇼가 끝난 후, 킴볼은 스탠에게 자신과 아내가 죽은 아들과 소통하는 것을 도와달라고 요청한다. 스탠은 몰리의 반대에도 불구하고 동의한다.
스탠은 킴볼에 대한 정보를 얻기 위해 리터와 만난다. 리터는 동의하지만, 대가로 정신 치료 세션에 참석해 달라고 요청한다. 그날 밤, 몰리는 지나 부인과 다른 공연자들을 호텔로 초대하여 즉흥 파티를 연다. 지나 부인은 스탠에게 킴볼의 점괘를 보지 말라고 경고하며, 타로에서 그의 계획을 읽었다고 주장한다.
스탠은 킴볼 부부에게 성공적인 점괘를 수행하고 후한 보수를 받는다. 그는 리터와 수수료를 나누자고 제안하지만, 그녀는 거절하고 대신 몰리로부터 돈을 숨겨주는 데 동의한다. 스탠은 킴볼이 매우 부유한 기업가이자 리터의 전 환자인 에즈라 그린들을 소개해 주겠다고 제안했다고 리터에게 알린다. 스탠의 요청으로 리터는 마지못해 그린들에 대한 불완전한 정보를 제공하고, 스탠은 그녀의 기록에서 나머지를 훔쳐 그린들이 도리라는 젊은 여성에게 낙태를 강요했고, 그녀가 그 잘못된 시술로 사망했을 가능성이 높다는 것을 알게 된다. 자신이 진정한 영매라고 그린들을 성공적으로 설득한 후, 스탠은 리터와 바람을 피우고 술을 마시기 시작한다.
스탠은 그린들과 엄청난 비용으로 정기적인 세션을 가지며, 그린들은 스탠에게 도리의 영혼을 구현해 달라고 점점 더 요구한다. 스탠은 몰리가 도리 역을 맡도록 계획하고, 몰리는 스탠과 헤어질 수 있다면 그렇게 하겠다고 동의한다. 스탠이 도리를 '구현'할 계획인 날, 킴볼의 아내는 남편을 살해하고 자살하여 그들의 아들과 재회하는데, 이는 스탠이 이전에 그들에게 해주었던 점괘에서 영감을 받은 것이다. 그날 저녁, 그린들은 스탠에게 도리가 죽은 후 더 많은 여성들을 다치게 했다고 고백한다. 몰리는 그 직후 도리로 나타나지만, 자세히 검사하자 그녀의 변장이 실패한다. 그린들이 몰리를 때리자, 스탠은 그를 두들겨 패고 자신의 차로 그의 경호원을 덮쳐 둘 다 죽인다. 그날 밤의 사건에 경악한 몰리는 떠난다.
스탠은 자신의 저축액을 찾기 위해 리터의 사무실에 도착하지만, 그녀는 거의 모든 것을 주지 않으며, 자신이 줄곧 그를 조종하고 있었음을 밝힌다. 그는 그녀를 공격하지만, 경비원이 도착하자 도망쳐야 한다. 회상 장면에서 그는 자신의 병든 아버지를 의도적으로 저체온증에 노출시켜 죽인 후 집을 불태웠음이 드러난다.
몇 달 후, 이제 노숙자가 되어 알코올 중독자가 된 스탠은 신문에서 지나 부인의 광고를 본다. 스탠은 새로운 카니발을 찾아가 자신의 예전 카니발이 폐업했음을 알게 된다. 그는 절박하게 자신의 멘탈리스트 공연을 새 주인에게 제안하지만, 새 주인은 스탠의 외모와 시대에 뒤떨어진 공연이라는 이유로 거절한다. 새 주인은 그에게 술과 광인으로서의 임시 일자리를 제안하며, 클렘이 이전에 설명했던 것과 같은 제안을 한다. 스탠은 무너져 내리며 그 일을 수락하고, 자신은 그 일을 위해 태어났다고 말한다.

## 출연진
- 브래들리 쿠퍼 - 스탠턴 "스탠" 칼라일 역
- 케이트 블란쳇 - 릴리스 리터 의사 역
- 토니 콜렛 - 지나 크럼빈 역
- 윌럼 더포 - 클렘 호에틀리 역
- 리처드 젱킨스 - 에즈라 그린들 역
- 론 펄먼 - 브루노 역
- 루니 마라 - 몰리 카힐 역
- 데이비드 스트러세언 - 피트 크럼빈 역
- 홀트 매캘러니 - 앤더슨 역
- 짐 비버 - 제데디아 주드 보안관 역
- 마크 포비넬리
- 메리 스틴버건
- 로미나 포베르

## 제작
이 프로젝트는 2017년 12월에 기예르모 델 토로가 각본을 쓰고 감독할 것이라고 발표 되었다.
2019년 4월 레오나르도 디카프리오는 영화에 출연하기 위한 협상을 시작했다. 2019년 가을 토론토에서 촬영이 예정되어 있었고, 단 라우스트센은 촬영 감독으로 발표 되었다. 6월 브래들리 쿠퍼는 디카프리오를 대체하기 위한 초기 협상을 시작했다. 당초 2019년 7월부터 예정되었던 촬영은 2020년 1월 시작 되는 것으로 변경되었다. 2019년 8월, 케이트 블란쳇은 영화에 참여하기 위해 협상을 진행했다. 쿠퍼와 블란쳇은 다음 달에 루니 마라의 추가 캐스팅과 함께 주연을 확정했다. 9월에 토니 콜렛과 데이비드 스트러세언 이 추가 캐스팅 되었고, 스케줄 충돌로 인해 하차한 마이클 섀넌을 대신하여 스트러세언이 합류했다. 윌럼 더포는 10월에 캐스팅 되었고, 홀트 매캘러니는 다음 달에 합류하였다. 론 펄먼과 리처드 젱킨스은 모두 2020년 1월에 추가 합류했다. 2020년 2월, 마크 포비넬리와 메리 스틴버건이 영화에 추가 합류했다.

### 촬영
본 촬영은 2020년 1월 21일부터 캐나다 토론토에서 시작 되었다.